# Donald E. Thorin
Donald Eugene Thorin (* 12. Oktober 1934 in Omaha, Nebraska; † 9. Februar 2016 in Tucson, Arizona) war ein US-amerikanischer Kameramann.

## Leben
Thorin knüpfte bereits in den 1950er Jahren über einen Onkel Kontakte zur Filmindustrie und erlernte sein Handwerk von der Pike auf. Er wirkte zunächst als Standfotograf, dann als Werbedesigner und Filmeinleger im Dienste der 20th Century Fox.
Nachdem Thorin in Minnie und Moskowitz erstmals die Kameraführung übernommen hatte, war er etwa zehn Jahre lang Kameraassistent bei Produktionen wie Der Stadtneurotiker, Dieses Land ist mein Land und Coming Home – Sie kehren heim. Bei den beiden letztgenannten Filmen assistierte Thorin jeweils dem US-amerikanischen Kameramann Haskell Wexler. Mit der Kameraarbeit bei Der Einzelgänger war Thorin 1981 erstmals eigenverantwortlich für die Kamera eines Spielfilms. Bis zu seiner letzten Kameraarbeit in Head of State 2003 sollten noch Filme wie Auf der Suche nach dem goldenen Kind und Ace Ventura – Jetzt wird’s wild folgen.
Die Kameramänner Donald E. Thorin Jr. und Jeffrey Thorin sind Thorins Söhne.

## Filmografie (Auswahl)
- 1971: Minnie und Moskowitz (Minnie and Moskowitz) (Kameraführung)
- 1975: Der einsame Job (Report to the Commissioner) (Kameraführung)
- 1976: Dieses Land ist mein Land (Bound for Glory) (Kameraführung)
- 1977: Coming Home – Sie kehren heim (Coming Home) (Kameraführung)
- 1977: Der Stadtneurotiker (Annie Hall) (Kameraführung)
- 1981: Der Einzelgänger (Thief)
- 1982: Ein Offizier und Gentleman (An Officer and a Gentleman)
- 1983: Bad Boys – Klein und gefährlich (Bad Boys)
- 1984: Gegen jede Chance (Against All Odds)
- 1984: Purple Rain
- 1985: Voll der Stress vorm ersten Date (Mischief)
- 1986: American Wildcats (Wildcats)
- 1986: Auf der Suche nach dem goldenen Kind (The Golden Child)
- 1988: Der Couch-Trip (The Couch Trip)
- 1988: Midnight Run – Fünf Tage bis Mitternacht (Midnight Run)
- 1989: Detroit City – Ein irrer Job (Collision Course)
- 1989: Die Wilde von Beverly Hills (Troop Beverly Hills)
- 1989: Lock Up – Überleben ist alles (Lock Up)
- 1989: Tango und Cash (Tango & Cash)
- 1991: Die blonde Versuchung (The Marrying Man)
- 1992: Der Duft der Frauen (Scent of a Woman)
- 1992: Ein Yuppie steht im Wald (Out on a Limb)
- 1993: Undercover Blues – Ein absolut cooles Trio (Undercover Blues)
- 1994: Little Big Boss (Little Big League)
- 1995: Ace Ventura – Jetzt wird’s wild (Ace Ventura: When Nature Calls)
- 1995: Kaffee, Milch und Zucker (Boys on the Side)
- 1996: Der Club der Teufelinnen (The First Wives Club)
- 1997: Nix zu verlieren (Nothing to Lose)
- 1999: Dudley Do – Right
- 1999: Mickey Blue Eyes
- 2000: Shaft – Noch Fragen? (Shaft)
- 2003: Head of State